# Merry Christmas Wherever You Are
Merry Christmas Wherever You Are è il ventesimo album in studio e secondo album natalizio del cantante statunitense George Strait, pubblicato il 21 settembre 1999.

## Tracce
1. I Know What I Want for Christmas – 3:21 (Charlie Black, Dana Hunt)
2. Old Time Christmas – 3:18 (Aaron Barker, John Jarvis)
3. Let It Snow! Let It Snow! Let It Snow! – 2:19 (Sammy Cahn, Jule Styne)
4. Jingle Bell Rock – 2:12 (Joe Beal, Jim Boothe)
5. Merry Christmas (Wherever You Are) – 2:59 (Jerry Laseter, Mack Vickery)
6. All I Want for Christmas (Is My Two Front Teeth) – 2:34 (Donald Gardner)
7. The Christmas Song – 3:58 (Mel Tormé, Bob Wells)
8. Noel Leon – 2:53 (Mike Geiger, Woody Mullis, Ricky Ray Rector)
9. Rudolph the Red-Nosed Reindeer – 2:54 (Johnny Marks)
10. Santa's on His Way – 2:06 (David Anthony)

## Classifiche
| Classifiche (1999) | Posizione massima |
| ------------------ | ----------------- |
| Stati Uniti        | 78                |